# Eliza Taylor

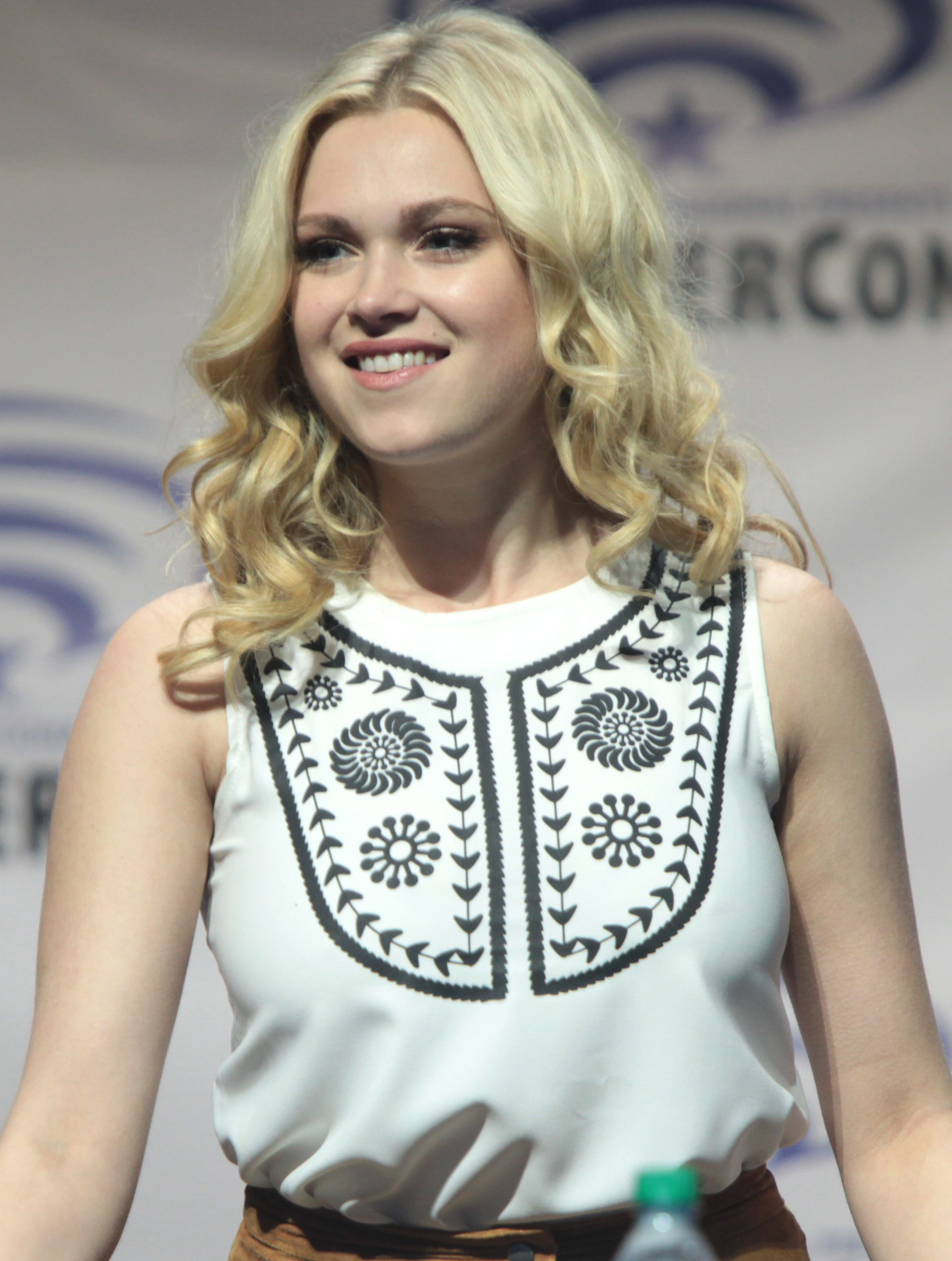
Eliza Taylor (2016)

Eliza Jane Taylor-Cotter (* 24. Oktober 1989 in Melbourne, Victoria) ist eine australische Schauspielerin.

## Leben und Karriere
Eliza Taylor hat zwei Schwestern und einen Bruder.
Ihre erste Rolle spielte sie in der australischen Kinderserie Die Pirateninsel als Sarah Redding. 2003 bekam sie die Hauptrolle in der ersten Staffel der Kinder- und Jugendserie Der Sleepover Club als Rosie Cartwright. Von 2005 bis 2008 spielte sie in der australischen Seifenoper Nachbarn die Janae Timmins. Im November 2007 flog sie ins englische Weymouth und spielte dort am Theater die Hauptrolle der Schneewittchen. 2014 bis 2020 verkörperte sie die Hauptrolle Clarke Griffin in der Serie The 100. Außerdem spielte sie 2017 die Hauptrolle in der Netflix-Eigenproduktion Die Weihnachtskarte.
Am 7. Juni 2019 gab sie auf Twitter bekannt, dass sie mit Bob Morley, einem Serienkollegen (The 100), verheiratet ist. Taylor wurde im März 2022 Mutter.

## Filmografie (Auswahl)
- 2003: Die Pirateninsel (Pirate Islands, Fernsehserie, 26 Episoden)
- 2003: Der Sleepover Club (The Sleepover Club, Fernsehserie, 26 Episoden)
- 2003, 2005–2008: Nachbarn (Neighbours, Seifenoper, 158 Episoden)
- 2004: Blue Heelers (Fernsehserie, eine Episode)
- 2006: Blue Water High (Fernsehserie, eine Episode)
- 2008: Rush (Fernsehserie, eine Episode)
- 2009: Die Chaosfamilie (Packed to the Rafters, Fernsehserie, eine Episode)
- 2009: All Saints (Fernsehserie, eine Episode)
- 2010: City Homicide (Fernsehserie, eine Episode)
- 2012: Howzat! Kerry Packer’s War (Miniserie, eine Episode)
- 2012: 6 Plots
- 2013: Mr & Mrs Murder (Fernsehserie, eine Episode)
- 2013: Patrick
- 2013: Nikita (Fernsehserie, eine Episode)
- 2014: The November Man
- 2014–2020: The 100 (Fernsehserie, 97 Episoden)
- 2017: Thumper
- 2017: Die Weihnachtskarte (Christmas Inheritance, Netflix)
- 2022: The Orville (Fernsehserie, eine Episode)
- 2023: I’ll Be Watching
- 2023: It Only Takes a Night
- 2023–2024: Quantum Leap (Fernsehserie, 7 Episoden)

## Nominierungen
Teen Choice Award
- 2015: Choice TV Actress Sci-Fi/Fantasy für The 100
- 2016: Choice TV Chemistry (geteilt mit Bob Morley) für The 100
- 2016: Choice Sci-FI/Fantasy TV Actress für The 100
- 2017: Choice Sci-Fi/Fantasy TV Actress für The 100
- 2018: Choice Sci-Fi/Fantasy TV Actress für The 100

MTV Fandom Award
- 2015: Ship of the Year (geteilt mit Alycia Debnam-Carey) für The 100
- 2016: Ship of the Year (geteilt mit Alycia Debnam-Carey) für The 100

## Theater
- 2007–2008: Schneewittchen